# Johan Sparrfelt
Johan Sparrfelt, före adlandet Nilsson, född 16 december 1611 i Sparrsätra prästgård i Uppland, död 21 juli 1674 i Stockholm, var en svensk ämbetsman.
Han var son till kyrkoherden Nicolaus Olai (död 1629) och Susanna Andersdotter samt dotterson till kyrkoherden Andreas Henrici. Han var från 1641 gift med Christina Siltman (död 1695) som var dotter till borgmästaren i Nya Lödöse Allert Siltman och Brita Andersdotter (Hök). De fick tre barn varav sonen Anders (1645-1730) blev landshövding på Gotland 1708.
Sparrfelt var skolpojke i Västerås och därefter student vid Uppsala universitet 1626. Han blev kammarskrivare i räkningekammaren 1630, krigs- och fältkassör vid svenska armén under hertig Bernhard av Weimar 1633 och bokhållare i rikskansleren Axel Oxenstiernas tjänst 1636. Han var räntmästare vid Hinterpommerska staten i Stettin 1643 och räntmästare över hela Pommern 1648. Han var svensk kommissarie i Preussen 1655 och överkommissarie vid svenska krigshären i Pommern och Brandenburg 1658. Sparrfelt blev direktor över pommerska kammaren 1661 och inspektor över krigsväsendet i Pommern 1671. Han utsågs till krigsråd i krigskollegium 1672. Jämte sin styvdotter Maria Christina Rieb adlades han 1648 och introducerades 1649 under nummer 435. Sparrfelt är begraved i Storkyrkan i Stockholm, men hans vapen uppsattes i Klara kyrka.
Han gjorde sig genom skicklighet och redlighet känd av Oxenstierna och han följde först med honom till Paris och sedan med sonen riksrådet Johan Oxenstierna till fredskongressen med polackerna i Stuhmsdorf. Under 1674 flyttade han från Pommern till Stockholm, varefter han sålde godsen Schönfelt och Heimersdorf i Pommern och i stället inköpte några hemman i Halland i trakten av Varberg. Dessutom ägde han Åkerby herrgård 1649-1674 i Vårfrukyrka socken, Torgesta gård Åsunda härad, 1646-1674 och han stod som ägare till Värsta gård i Trögds härad 1665. Riksarkivet har ett flertal av Sparrfelts bevarade fullmakter, minneslistor och handlingar i sina arkiv..